# Michael Koch (Diplomat)

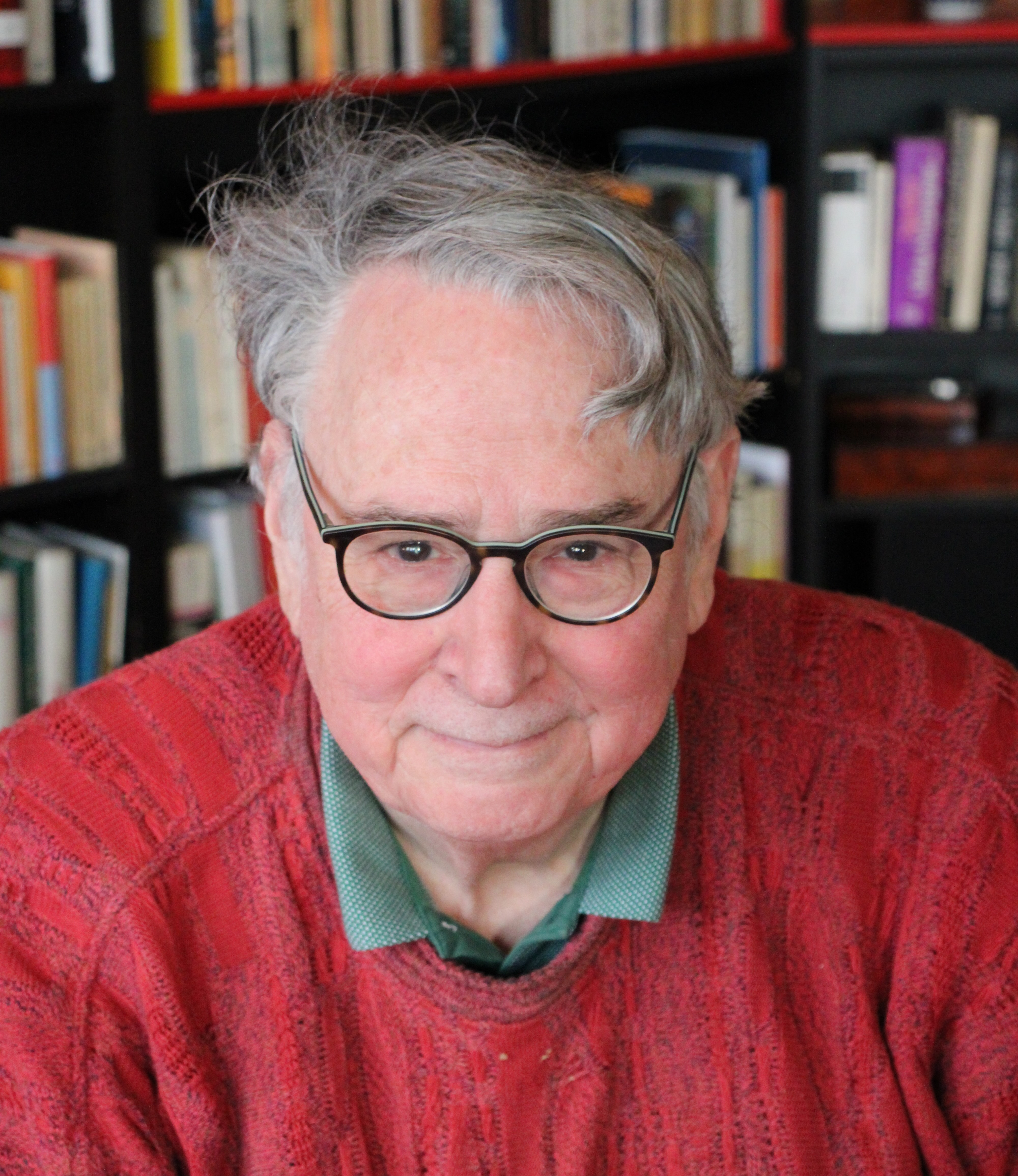
Michael Koch (2024)

Michael H. W. Koch (* 30. September 1955 in Kansas City, USA) ist ein deutscher Diplomat im Ruhestand. Er war zuletzt von 2018 bis 2021 Botschafter der Bundesrepublik Deutschland beim Heiligen Stuhl.

## Leben
Der Sohn eines Diplomaten und einer Ärztin besuchte Schulen in Amsterdam, Bonn, Ottawa und Rabat und schloss seine Schulausbildung 1973 mit dem französischen Baccalauréat ab. Im Anschluss studierte er Rechtswissenschaften an der Eberhard Karls Universität Tübingen und der Rheinischen Friedrich-Wilhelms-Universität Bonn. Er legte 1978 das Erste Staatsexamen ab. Nach dem anschließenden Referendariat in Bielefeld folgte 1981 die Ablegung des Zweiten Staatsexamens. Nachdem er anschließend kurzzeitig ein Volontariat in einer Anwaltskanzlei in Toronto absolviert hatte, war er zwischen 1982 und 1986 wissenschaftlicher Mitarbeiter am Institut für Internationales Recht der Christian-Albrechts-Universität zu Kiel.
Er ist mit Ingrid Jahn-Koch verheiratet. Das Ehepaar hat drei Kinder. Kochs Bruder ist der amerikanische Neurowissenschaftler Christof Koch.

## Laufbahn
1986 trat Koch in den Auswärtigen Dienst ein und war nach der Attachéausbildung von 1987 bis 1988 Referent in der Unterabteilung für die Europäische Gemeinschaft im Auswärtigen Amt in Bonn. Während seiner anschließenden Tätigkeit am Generalkonsulat in San Francisco von 1988 bis 1991 wurde er 1990 an der Universität Bonn mit einer Dissertation zum Thema „Zur Einführung eines Grundrechtskataloges im Vereinigten Königreich von Grossbritannien und Nordirland“ zum Doktor der Rechte promoviert.
Im Anschluss arbeitete er zwischen 1991 und 1995 erst stellvertretender Büroleiter und dann Büroleiter des Koordinators der Bundesregierung für die deutsch-amerikanische Zusammenarbeit, Werner Weidenfeld, ehe er bis 1998 Ständiger Vertreter des Botschafters in Myanmar war. Nach einer darauf folgenden Verwendung als Leiter des Arbeitsstabs „Zukunftsperspektiven des Auswärtigen Dienstes“ in der Zentralabteilung des Auswärtigen Amts war er zwischen 2001 und 2004 Leiter der Politischen Abteilung der Botschaft in Indien und danach Leiter des Sonderstabs Afghanistan im Auswärtigen Amt in Berlin. Von August 2008 bis April 2012 war Koch Botschafter in Pakistan.
Am 10. Februar 2012 gab das Auswärtige Amt bekannt, dass Koch für die Nachfolge des zurückgetretenen Michael Steiner als Sonderbeauftragter der deutschen Bundesregierung für Afghanistan und Pakistan vorgesehen war. Sein Nachfolger als Botschafter in Pakistan wurde am 12. Juli 2012 Cyrill Nunn, der zuvor Beauftragter für Asien- und Pazifikpolitik im Auswärtigen Amt gewesen war. Anfang Juli 2015 an wurde Koch als Ministerialdirektor Leiter der Rechtsabteilung im Auswärtigen Amt und Völkerrechtsberater der Bundesregierung. Am 6. August 2018 wurde der Katholik Koch Nachfolger von Annette Schavan als deutscher Botschafter beim Heiligen Stuhl. Diese Position hatte er bis zu seiner Pensionierung Ende Juni 2021 inne, sein Nachfolger wurde Bernhard Kotsch.
Koch lebt in Berlin.

## Schriften
- Zur Einführung eines Grundrechtskataloges im Vereinigten Königreich von Grossbritannien und Nordirland, Duncker &amp; Humblot, Berlin 1991, ISBN 978-3-428-07134-0
- Bewaffnete Drohnen – Teufelszeug oder Waffen wie andere? Eine völkerrechtliche Überprüfung (zusammen mit Ingrid Jahn-Koch), in: J. Delbrück / Ursula Heinz / Kerstin Odendahl / Nele Matz-Lück / Andreas v. Arnauld (Hrsg.), Aus Kiel in die Welt: Kiel‘s Contribution to International Law, Festschrift zum 100-jährigen Bestehen des Walther-Schücking-Instituts für Internationales Recht, Berlin 2014, S. 265 – 315;
- Das Okapi oder auch Hic sunt dracones, BoD, Norderstedt 2024, ISBN 978-3-7597-0274-6

## Weblink
Lebenslauf. In: heiliger-stuhl.diplo.de. Archiviert vom Original am 4. November 2018; abgerufen am 15. Dezember 2021.